# SK Kachowka
SK Kachowka (ukr. Спортивний клуб «Каховка», Sportywnyj Kłub "Kachowka") – ukraiński klub piłkarski z siedzibą w Kachowce, w obwodzie chersońskim.

## Historia
Chronologia nazw:
- 195?: Iskra Kachowka (ukr. «Іскра» Каховка)
- 1957: Torpedo Kachowka (ukr. «Торпедо» Каховка)
- 1958: Awanhard Kachowka (ukr. «Авангард» Каховка)
- 1973: Zakład ZBI im. 50-lecia ZSRR Kachowka (ukr. «З-д ЗБІ ім. 50 ліття СРСР» Каховка)
- 1975: Awanhard Kachowka (ukr. «Авангард» Каховка)
- 1988: Meliorator Kachowka (ukr. «Меліоратор» Каховка)
- 1995: FK Kachowka (ukr. ФК «Каховка»)
- 1999: Czumak Kachowka (ukr. «Чумак» Каховка)
- 2001: KZEZO Kachowka (ukr. «КЗЕЗО» Каховка)
- 2006: SK Kachowka (ukr. СК «Каховка»)

Drużyna piłkarska Iskra Kachowka została założona w latach 50. XX wieku w mieście Kachowka i od 1954 występowała w rozrywkach piłkarskich obwodu chersońskiego. W 1957 zmienił nazwę na Torpedo Kachowka, a w 1958 przyjął nazwę Awanhard Kachowka (w latach 1973-1974 występował pod nazwą Zakład ZBI im. 50-lecia ZSRR Kachowka). W 1988 roku zespół znalazł bogatego sponsora i pod nazwą Meliorator Kachowka zdobył pierwsze w swojej historii mistrzostwo obwodu. Również startował w Mistrzostwach Ukraińskiej SRR spośród zespołów kultury fizycznej.
Od początku rozrywek w niezależnej Ukrainie klub występował najpierw w Przejściowej Lidze, a potem w Drugiej Lidze. W sezonie 1992/93 debiutuje w rozgrywkach Pucharu Ukrainy. Latem 1995 sponsor zrezygnował z finansowania i klub zmienił nazwę na FK Kachowka. Kosztów z budżetu miejskiego starczyło tylko na pół roku i klub zrezygnował z dalszych występów na szczeblu profesjonalnym. Dalej zespół kontynuował występy w rozgrywkach mistrzostw i Pucharu obwodu. W 1999 znalazł się nowy sponsor. Pod nazwą Czumak Kachowka zdobył sukcesy na poziomie obwodowym. Ale sponsor po 2 latach wycofał się z klubu. W 2001 klub zmienił nazwę na KZEZO Kachowka (ros. КЗЭСО Каховка, KZESO Kachowka). Nazwa pochodziła od skrótu sponsora - Kachowskiego Zakładu Urządzeń Elektrycznego Spawania (ukr. Каховський завод електрозварювального обладнання). W 2002 klub debiutował w rozgrywkach Mistrzostw Ukrainy spośród drużyn amatorskich. W sezonie 2004/05 debiutował w Pucharze Regionów UEFA. Najpierw zajął 1 miejsce w grupie, a potem w turnieju finałowym spośród 8 drużyn zdobył brązowe medale, pokonując w meczu o III miejsce słowacki klub.
Ale po takim sukcesie sponsor stracił zainteresowanie do klubu. Od 2006 ponownie finansowany z budżetu miejskiego i pod nazwą SK Kachowka nadal występuje w rozgrywkach Mistrzostw i Pucharu obwodu chersońskiego.

## Sukcesy
- brązowy medalista Pucharu Regionów UEFA:

2004/05
- 5 miejsce w Drugiej Lidze, Grupie A:

1992/93
- 1/32 finału Pucharu Ukrainy:

1992/93, 1993/94, 1994/95
- mistrz Ukrainy spośród drużyn amatorskich:

2002, 2004
- wicemistrz Ukrainy spośród drużyn amatorskich:

2003
- zdobywca Pucharu Ukrainy spośród drużyn amatorskich:

2004
- mistrz obwodu chersońskiego:

1988, 1999, 2001, 2002, 2004
- zdobywca Pucharu obwodu chersońskiego:

1960, 1989, 1990, 2004, 2008